# 12696 Камю
12696 Камю (12696 Camus) — астероїд головного поясу, відкритий 26 вересня 1989 року.
Тіссеранів параметр щодо Юпітера — 3,376.